# Abrothrix sanborni
Abrothrix sanborni är en däggdjursart som beskrevs av Wilfred Hudson Osgood 1943. Abrothrix sanborni ingår i släktet Abrothrix och familjen hamsterartade gnagare. Inga underarter finns listade i Catalogue of Life.
Denna gnagare förekommer i centrala Chile samt på tillhörande öar. Den iakttogs även i angränsande områden av Argentina. Arten vistas i regnskogar i låglandet och i låga bergstrakter upp till 800 meter över havet.